# Hypleurochilus fissicornis
Hypleurochilus fissicornis är en fiskart som först beskrevs av Jean René Constant Quoy och Joseph Paul Gaimard 1824.  Hypleurochilus fissicornis ingår i släktet Hypleurochilus och familjen Blenniidae. Inga underarter finns listade i Catalogue of Life.